# Powiat Bomst

Podział administracyjny Prowincji Poznańskiej po roku 1887. Powiat Bomst leży przy zachodniej granicy prowincji.

Powiat Bomst (niem. Kreis Bomst, Landkreis Bomst; pol. powiat babimojski, dawniej także powiat babimostski) – dawny powiat istniejący w latach 1815–1938, należący kolejno do Królestwa Prus, Republiki Weimarskiej (1919–1933) i III Rzeszy (1933–1938). Do 1919 r. siedzibą powiatu był Wolsztyn (niem. Wollstein). Obszar dawnego powiatu leżał na pograniczu dzisiejszych polskich województw lubuskiego i wielkopolskiego.
Teren dawnego powiatu od 1319 r. przez 20 lat należał po części do Marchii Brandenburskiej i Księstwa głogowskiego, a następnie przez 450 lat do Królestwa Polskiego. Po II rozbiorze Polski w latach 1793–1807 należał do pruskiej prowincji Prusy Południowe, a po pokoju w Tylży od 1807 r. do Księstwa Warszawskiego. Po zmianach terytorialnych po kongresie wiedeńskim w 1818 r. w państwie pruskim nastąpiła reorganizacja struktury powiatowej, w ramach której 1 stycznia 1818 powołano powiat Bomst z siedzibą w Wolsztynie. W okresie Wielkiego Księstwa Poznańskiego powiat Bomst leżał na zachodniej granicy jego rejencji poznańskiej, granicząc z prowincjami Śląsk i Brandenburgia.
Głównym zatrudnieniem ludności powiatu było rolnictwo i chów bydła. Według danych z 1837 r. powiat liczył 42,7 tys. mieszkańców, w tym 10,7 tys. zamieszkiwało miasta, a 32 tys. – wsie. Pod względem wyznaniowym najliczniejsi byli katolicy (21,2 tys., niemal wyłącznie Polacy), następnie protestanci (19,6 tys., niemal wyłącznie Niemcy) oraz Żydzi (1,9 tys.). W powiecie działało 13 parafii katolickich, 7 protestanckich oraz 4 synagogi (w Wolsztynie, Babimoście, Kargowej i Rakoniewicach). Powiat dzielił się na 6 okręgów policyjnych:
- wolsztyński
- jaromirski
- kargowski
- tuchowski
- rakoniewicki
- kaszczorski

W całym powiecie było 20 majątków, 166 wsi i osad oraz siedem miast: Wolsztyn, Babimost, Kargowa, Rakoniewice, Kębłów, Kopanica oraz Rostarzewo. Działały 3 konne stacje pocztowe i jedna listowa. Na terenie powiatu leżało 29 jezior oraz 12 lasów. Do głównych dróg należały: Grodzisk-Wolsztyn-Kargowa-Krosno, Wolsztyn-Babimost-Celichów oraz Wschowa-Kopanica-Babimost-Zbąszyń. Do ważniejszych rzek należały Obra, Obrzyca, Dojca i Zgniła Obra (obecnie zwana Gniłą Obrą).
Około 1880 r. powiat dzielił się na pięć obszarów wójtowskich: Unruhstadt (kargowski), Rakwitz (rakoniewicki), Wollstein (wolsztyński), Kuźnica Zbąska i Fürsteneich (zaborowski). W 1887 powiat obejmował 253 miejscowości, w tym siedem gmin miejskich: Wollstein (Wolsztyn), Bomst (Babimost), Unruhstadt (Kargowa), Kopnitz (Kopanica), Kiebel (Kębłowo), Rostarzewo i Rakwitz (Rakoniewice) oraz 34 obszary dworskie.
Po podziale pruskiej prowincji Poznań na mocy traktatu wersalskiego w 1919 r. powiat Bomst został podzielony między Niemcy i odrodzoną Polskę. Do Polski przyłączono wschodnią część (714 km²) z Wolsztynem, którą nazwano powiatem babimojskim z siedzibą w Wolsztynie. 12 grudnia 1920 powiat babimojski przemianowano na powiat wolsztyński.
Część niemiecka (286 km²) z Babimostem (Bomst) zachowała dotychczasową nazwę Kreis Bomst. Od 27 lutego 1919 szczątkowy powiat nie miał już samodzielnych organów administracji, lecz był zarządzany przez władze powiatu Züllichau-Schwiebus rejencji frankfurckiej prowincji Brandenburgia z siedzibą w Sulechowie (Züllichau). 20 listopada 1919 powiat podporządkowano tymczasowym władzom rejencyjnym (Regierungsstelle für den Verwaltungsbezirk Grenzmark Westpreußen-Posen) w Pile (Schneidemühl), a w 1922 r. włączono w skład Marchii Granicznej Poznańsko-Zachodniopruskiej (rejencja pilska). Powiat stanowił wąski i długi pas terenu ciągnący się wzdłuż granicy polskiej od okolic Zbąszynka (Neu Bentschen) wzdłuż polskiej Kopanicy i Moch aż do enklawy powiatu Fraustadt Śmieszkowo (Lache) na północ od Sławy.
1 października 1938 w ramach likwidacji Marchii Granicznej Poznańsko-Zachodniopruskiej powiat został zniesiony. Większą część z miejscowościami Bomst (Babimost), Unruhstadt (Kargowa) i Neu Kramzig (Nowe Kramsko) przyłączono do powiatu Züllichau-Schwiebus rejencji frankfurckiej prowincji Brandenburgia. Mniejszą część z miejscowościami Bruchdorf (Bagno), Fließwiese (Droniki), Friedendorf (Spokojna), Krzyż, Ostweide (Łupice), Ostlinde (Ciosaniec), Pfalzdorf (Kaliska), Ruden (Rudno), Schönforst (Szreniawa) i Schwenten (Świętno) włączono do powiatu Grünberg in Schlesien (zielonogórskiego) rejencji legnickiej prowincji Dolny Śląsk.